# 小河镇 (孝昌县)
小河镇，是中华人民共和国湖北省孝感市孝昌县下辖的一个乡镇级行政单位。

## 行政区划
小河镇下辖以下地区：
小河街社区、小河村、观山村、柘树村、菜园村、陈湾村、四里村、黄湾村、黄砦村、槐河村、沙窝村、泉塘村、杨畈村、石门村、清泥村、宋砦村、夏庙村、杨林村、庆祝村、夏砦村、仙人石村、新建村、庆丰村、新堰村、友二村、张砦村、雨台村、石垱村、花山村、联溪村、顺水村、堰口村、大山村、三河村、双泉村、红河村和石子村。

## 中国传统村落
2013年8月，小河村被评为第二批中国传统村落。